# Vleesbaai
Vleesbaai est une station balnéaire d'Afrique du Sud située dans la province du Cap-Occidental.

## Localisation
Vleesbaai est situé au bord de l'océan Indien, à environ  30 km au sud-ouest de Mossel Bay et à 23 km au nord-est de Gouritsmond via la route R325.
La localité de Vleesbaai est gérée par trois sociétés et trois associations de copropriétaires. L'accès des véhicules est limité et contrôlé à la porte d'accès principale à la ville. Le stationnement y est extrêmement limité pour les simples visiteurs.

## Démographie
Selon le recensement de 2011, Vleesbaai compte 193 habitants (88,60 % de Blancs, 7,25 % de Noirs et 3,63 % de Coloureds). L'afrikaans est la langue maternelle de 93,62 % des habitants.
Les résidents permanents de la station balnéaire sont principalement des retraités.

## Historique

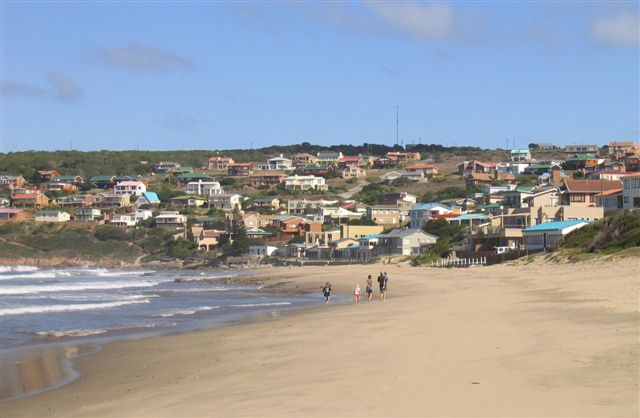
Plage de Vleesbaai

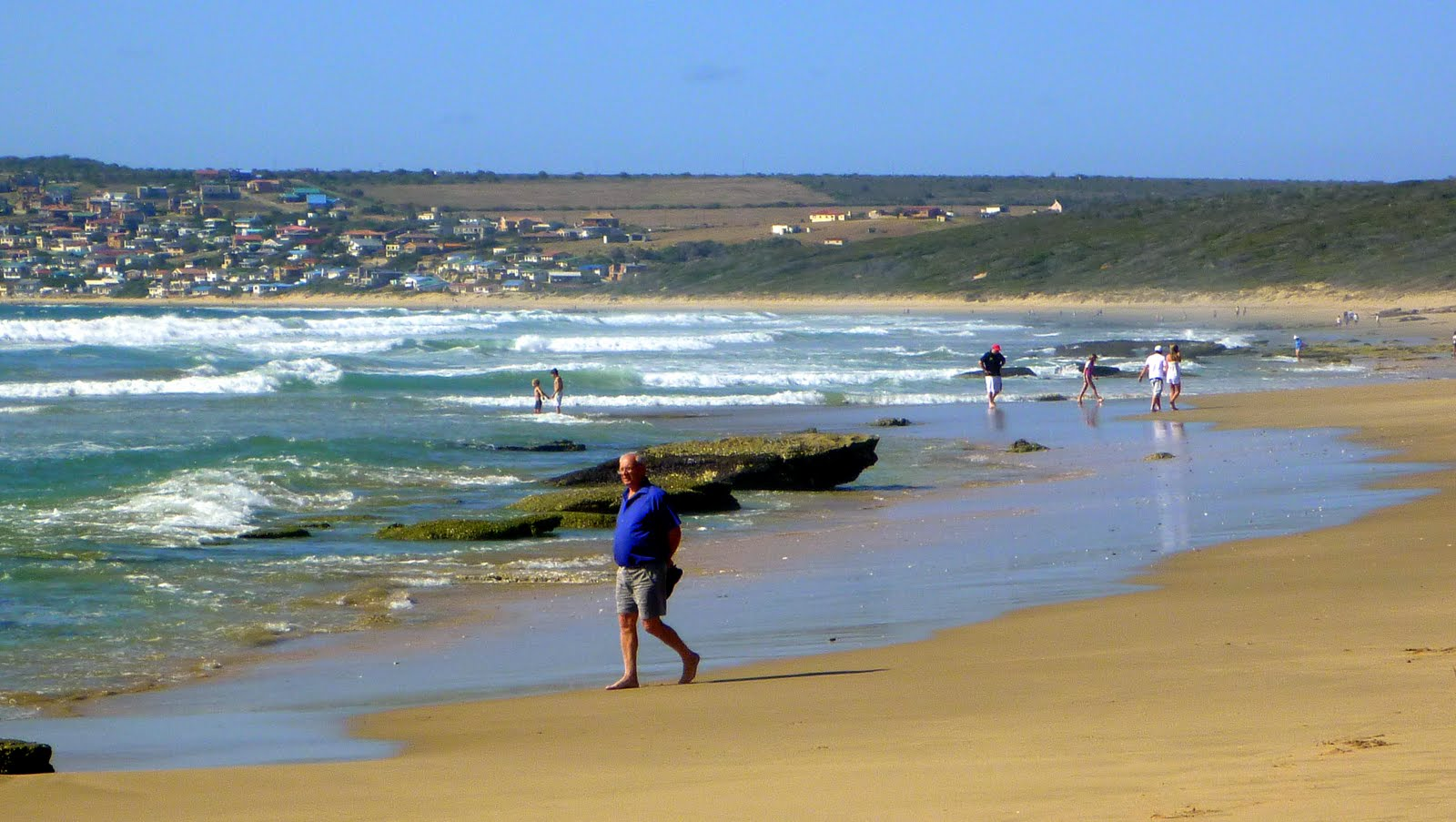
Plage de Boggomsbaai avec vue sur Vleesbaai en arrière plan

Les Khoïkhoïs furent les premiers habitants de la Baie ainsi qu'un autre peuple pastoral appelé « Gouriqua ». Le premier contact avec les Européens eut lieu en 1488 avec Bartolomeu Dias qui explora la baie. Celle-ci a été baptisée Vleys Baeye (baie de la viande) par un autre explorateur, le Hollandais Paulus van Caerden qui y chercha refuge en juillet 1601 en raison des mauvaises conditions météorologiques. Il y rencontra des indigènes avec lesquels il put faire du troc, notamment échanger du bétail contre de la ferraille et d'autres marchandises occidentales. Van Caerden baptisa également d'autres baies d'Afrique du Sud comme Visbaai (Fish bay) et Mosselbaai (Mossel Bay).
La région reste principalement agricole jusqu'au développement du tourisme.
La localité est raccordée au réseau électrique national en 1986 (la plupart des maisons utilisaient auparavant du gaz propane, des lampes à huile ou des bougies comme moyen d'éclairage et de chauffage).

## Tourisme
Vleesbaai est une villégiature composé majoritairement de résidences secondaires et de résidences de vacances.
La rive sud de la baie est protégée des courants de haute mer par la péninsule de Fransmanshoek, favorisant la baignade et tous les sports nautiques comme le surf, le kayak et le kite surf.
La longue plage relie Vleesbaai à Boggomsbaai.